# Tymvou
Tymvou (Grieks: Τύμβου, Turks: Kırklar) is een dorp gelegen in het centrum van Cyprus in het district Nicosia. Het bevindt zich in het district Lefkoşa van de Turkse Republiek Noord-Cyprus (alleen erkend door Turkije). Tymvou is ook de locatie van Nicosia's eerste luchthaven, gebouwd tijdens de Britse koloniale overheersing. Het dorp was oorspronkelijk uitsluitend bewoond door Grieks-Cyprioten, en in 1960 had het een bevolking van 1133 mensen. De oorspronkelijke bevolking verliet het dorp in 1974, na de Turkse invasie van Cyprus. Momenteel ligt het inwoneraantal van het dorp op 335.